# Stany Zjednoczone na Zimowych Igrzyskach Olimpijskich 1924
Stany Zjednoczone na Zimowych Igrzyskach Olimpijskich 1924 w Chamonix reprezentowało 24 zawodników: 22 mężczyzn i 4 kobiety. Najmłodszym olimpijczykiem był panczenista Valentine Bialas (21 lat 16 dni), a najstarszym łyżwiarz figurowy Nathaniel Niles (37 lat 209 dni).
Był to pierwszy start reprezentacji Stanów Zjednoczonych na zimowych igrzyskach olimpijskich.

## Biegi narciarskie
Mężczyźni
| Konkurencja   | Zawodnik       | Czas       | Miejsce |
| ------------- | -------------- | ---------- | ------- |
| Bieg na 18 km | Sigurd Overby  | 1-34:56,00 | 19.     |
| Bieg na 18 km | John Carleton  | 1-45:49,80 | 30.     |
| Bieg na 18 km | Anders Haugen  | 1-55:04,20 | 33.     |
| Bieg na 18 km | Ragnar Omtvedt | 2-05:03,00 | 35.     |

## Hokej na lodzie
Mężczyźni
- Taffy Abel, Herbert Drury, Alphonse Lacroix, John Langley, John Lyons, Justin McCarthy, Willard Rice, Irving Small, Frank Synott

Drużyna zdobyła srebrny medal 
Runda eliminacyjna
| 28 stycznia 1924 | Stany Zjednoczone | 19:0 | Belgia |  |

|  |  | (9:0, 6:0, 4:0) |

| 30 stycznia 1924 | Francja | 0:22 | Stany Zjednoczone |  |

|  |  | (0:12, 0:1, 0:9) |

| 31 stycznia 1924 | Stany Zjednoczone | 11:0 | Wielka Brytania |  |

|  |  | (6:0, 2:0, 3:0) |

Runda finałowa
| 1 lutego 1924 | Stany Zjednoczone | 20:0 | Szwecja |  |

|  |  | (5:0, 7:0, 8:0) |

| 3 lutego 1924 | Kanada | 6:1 | Stany Zjednoczone |  |

|  |  | (2:1, 3:0, 1:0) |

| 4 lutego 1924 | Stany Zjednoczone | 11:0 | Wielka Brytania |  |

|  |  | (5:0, 3:0, 3:0) |

## Kombinacja norweska
Mężczyźni
| Konkurencja          | Zawodnik       | Skok 1 (m) | Punkty za skok | Skok 2 (m) | Punkty za skok | Miejsce | Bieg (czas) | Miejsce | Klasyfikacja końcowa – punkty | Miejsce |
| -------------------- | -------------- | ---------- | -------------- | ---------- | -------------- | ------- | ----------- | ------- | ----------------------------- | ------- |
| Konkurs indywidualny | Sigurd Overby  | 40,0       | 14,500         | 39,5       | 14,625         | 12.     | 1-34:56     | 12.     | 12,219                        | 11.     |
| Konkurs indywidualny | Anders Haugen  | upadek     | 5,667          | 46,0       | 17,333         | 21.     | 1-55:04     | 25.     | 5,750                         | 21.     |
| Konkurs indywidualny | John Carleton  | upadek     | 6,666          | upadek     | 5,000          | 24.     | 1-45:49     | 23.     | 5,104                         | 22.     |
| Konkurs indywidualny | Ragnar Omtvedt | -          | AC             | -          | AC             | 25.     | 2-05;03     | 25.     | 0,000                         | 23.     |

## Łyżwiarstwo figurowe
| Konkurencja   | Zawodnik                            | Figury obowiązkowe | Figury obowiązkowe | Figury dowolne | Figury dowolne | Klasyfikacja końcowa | Klasyfikacja końcowa |
| Konkurencja   | Zawodnik                            | Punkty             | Miejsce            | Punkty         | Miejsce        | Punkty               | Miejsce              |
| ------------- | ----------------------------------- | ------------------ | ------------------ | -------------- | -------------- | -------------------- | -------------------- |
| Soliści       | Nathaniel Niles                     | 1 177,50           | 7.                 | 798,75         | 6.             | 1 976,25             | 6.                   |
| Solistki      | Beatrix Loughran                    | 1 224,00           | 2.                 | 735,00         | 3.             | 1 959,00             | 2.                   |
| Solistki      | Theresa Blanchard                   | 1 029,75           | 4.                 | 717,00         | 4.             | 1 746,15             | 4.                   |
| Pary sportowe | Theresa Blanchard / Nathaniel Niles |                    |                    |                |                | 63,50                | 6.                   |

## Łyżwiarstwo szybkie
Mężczyźni
| Konkurencja   | Zawodnik         | Czas     | Miejsce |
| ------------- | ---------------- | -------- | ------- |
| 500 metrów    | Charles Jewtraw  | 44,0 OR  | 1.      |
| 500 metrów    | Joe Moore        | 45,6     | 8.      |
| 500 metrów    | Harry Kaskey     | 47,0     | 12.     |
| 500 metrów    | Bill Steinmetz   | 47,8     | 14.     |
| 1500 metrów   | Harry Kaskey     | 2:29,80  | 7.      |
| 1500 metrów   | Charles Jewtraw  | 2:31,60  | 8.      |
| 1500 metrów   | Joe Moore        | 2:31,60  | 8.      |
| 1500 metrów   | Bill Steinmetz   | 2:36,00  | 12.     |
| 5000 metrów   | Valentine Bialas | 8;55,00  | 6.      |
| 5000 metrów   | Richard Donovan  | 9:05,60  | 8.      |
| 5000 metrów   | Charles Jewtraw  | 9:27,00  | 13.     |
| 5000 metrów   | Bill Steinmetz   | 9:35,00  | 14.     |
| 10 000 metrów | Valentine Bialas | 18:34,00 | 8.      |
| 10 000 metrów | Richard Donovan  | 18:57,00 | 9.      |
| 10 000 metrów | Joe Moore        | 19:36,20 | 12.     |
| 10 000 metrów | Harry Kaskey     | 19:45,20 | 13      |

## Skoki narciarskie
Mężczyźni
| Konkurencja       | Zawodnik       | Skok 1.       | Skok 1. | Skok 1. | Skok 2.       | Skok 2. | Skok 2. | Klasyfikacja końcowa | Klasyfikacja końcowa |
| Konkurencja       | Zawodnik       | Odległość (m) | Punkty  | Miejsce | Odległość (m) | Punkty  | Miejsce | Punkty               | Miejsce              |
| ----------------- | -------------- | ------------- | ------- | ------- | ------------- | ------- | ------- | -------------------- | -------------------- |
| Skocznia normalna | Anders Haugen  | 44,0          | 18,333  | 3.      | 44,5          | 17,500  | 5.      | 17,917               | 3.                   |
| Skocznia normalna | Lemoine Batson | 43,5          | 16,208  | 13.     | 42,5          | 16,192  | 14.     | 16,200               | 14.                  |
| Skocznia normalna | Harry Lien     | 40,0          | 15,333  | 16.     | 41,5          | 14,502  | 17.     | 14,918               | 16.                  |